# Tranca del Coco
Tranca del Coco är en ort i Mexiko.   Den ligger i kommunen Puente de Ixtla och delstaten Morelos, i den sydöstra delen av landet, 90 km söder om huvudstaden Mexico City. Tranca del Coco ligger 922 meter över havet och antalet invånare är 112.
Terrängen runt Tranca del Coco är platt norrut, men söderut är den kuperad. Runt Tranca del Coco är det ganska tätbefolkat, med 214 invånare per kvadratkilometer. Närmaste större samhälle är Puente de Ixtla, 1,2 km norr om Tranca del Coco. Omgivningarna runt Tranca del Coco är en mosaik av jordbruksmark och naturlig växtlighet.